# Oliarus wazae
Oliarus wazae är en insektsart som beskrevs av Van Stalle 1984. Oliarus wazae ingår i släktet Oliarus och familjen kilstritar. Inga underarter finns listade i Catalogue of Life.